# Championnat d'Angola de football
 (août 2025).
Si vous disposez d'ouvrages ou d'articles de référence ou si vous connaissez des sites web de qualité traitant du thème abordé ici, merci de compléter l'article en donnant les références utiles à sa vérifiabilité et en les liant à la section « Notes et références ».
Le championnat d'Angola de football (appelé Girabola) a été créé en 1979. Auparavant, une compétition locale est organisée depuis 1941, l'Angola étant, avant son accession à l'indépendance, une colonie portugaise.

## Historique
Depuis la saison 2010, seize clubs sont regroupés au sein d'une poule unique où ils s'affrontent à deux reprises, à domicile et à l'extérieur. En fin de saison, les trois derniers du classement sont relégués et remplacés par les trois meilleurs clubs de Gira Angola, la deuxième division angolaise.
L'édition 2019-2020, suspendue courant mars, est finalement arrêtée, en raison de la pandémie de coronavirus. Le titre de champion n'est pas décerné.

## Palmarès

### Avant l'indépendance
- 1941 : Sporting de Luanda
- 1942 : Sporting de Luanda
- 1943 : Benfica Benguela
- 1944 : Sporting de Luanda
- 1945 : Sport Clube da Catumbela
- 1946 : Sporting de Luanda
- 1947 : Sporting de Luanda
- 1948-50 : Inconnu
- 1951 : Ferroviário de Nova Lisboa
- 1952 : SC Portugal Benguela
- 1953 : Ferroviário de Luanda
- 1954 : Lobito Sport Clube
- 1955 : Sporting de Luanda
- 1956 : Sporting de Luanda
- 1957 : Ferroviário de Luanda
- 1958 : Sport Clube da Catumbela
- 1959 : SC Portugal Benguela
- 1960 : SC Portugal Benguela
- 1961 : SC Portugal Benguela
- 1962 : Ferroviário de Luanda
- 1963 : Sporting de Luanda
- 1964 : SC Portugal Benguela
- 1965 : AS Aviação
- 1966 : AS Aviação
- 1967 : AS Aviação
- 1968 : AS Aviação
- 1969 : Independente Tomboa
- 1970 : Independente Tomboa
- 1971 : Independente Tomboa
- 1972 : Benfica Nova Lisboa
- 1973 : FC Moxico
- 1974 : Ferroviário de Nova Lisboa
- 1975 : Compétition abandonnée

### Depuis l'indépendance
| Années | Champion                |
| 1979   | Primeiro de Agosto (1)  |
| 1980   | Primeiro de Agosto (2)  |
| 1981   | Primeiro de Agosto (3)  |
| 1982   | Petro Luanda (1)        |
| 1983   | Primeiro de Maio (1)    |
| 1984   | Petro Luanda (2)        |
| 1985   | Primeiro de Maio (2)    |
| 1986   | Petro Luanda (3)        |
| 1987   | Petro Luanda (4)        |
| 1988   | Petro Luanda (5)        |
| 1989   | Petro Luanda (6)        |
| 1990   | Petro Luanda (7)        |
| 1991   | Primeiro de Agosto (4)  |
| 1992   | Primeiro de Agosto (5)  |
| 1993   | Petro Luanda (8)        |
| 1994   | Petro Luanda (9)        |
| 1995   | Petro Luanda (10)       |
| 1996   | Primeiro de Agosto (6)  |
| 1997   | Petro Luanda (11)       |
| 1998   | Primeiro de Agosto (7)  |
| 1999   | Primeiro de Agosto (8)  |
| 2000   | Petro Luanda (12)       |
| 2001   | Petro Luanda (13)       |
| 2002   | AS Aviação (1)          |
| 2003   | AS Aviação (2)          |
| 2004   | AS Aviação (3)          |
| 2005   | Sagrada Esperança (1)   |
| 2006   | Primeiro de Agosto (9)  |
| 2007   | Interclube (1)          |
| 2008   | Petro Luanda (14)       |
| 2009   | Petro Luanda (15)       |
| 2010   | Interclube (2)          |
| 2011   | Recreativo Libolo (1)   |
| 2012   | Recreativo Libolo (2)   |
| 2013   | Kabuscorp (1)           |
| 2014   | Recreativo Libolo (3)   |
| 2015   | Recreativo Libolo (4)   |
| 2016   | Primeiro de Agosto (10) |
| 2017   | Primeiro de Agosto (11) |
| 2018   | Primeiro de Agosto (12) |
| 2019   | Primeiro de Agosto (13) |
| 2020   | Non joué (Covid-19)     |
| 2021   | Sagrada Esperança (2)   |
| 2022   | Petro Luanda (16)       |
| 2023   | Petro Luanda (17)       |
| 2024   | Petro Luanda (18)       |
| 2025   | Petro Luanda (19)       |

## Bilan
| Club               | Titres | Saisons |
| ------------------ | ------ | --- |
| Petro Luanda       | 19     | 1982, 1984, 1986, 1987, 1988, 1989, 1990, 1993, 1994, 1995, 1997, 2000, 2001, 2008, 2009, 2022, 2023, 2024,2025 |
| Primeiro de Agosto | 13     | 1979, 1980, 1981, 1991, 1992, 1996, 1998, 1999, 2006, 2016, 2017, 2018, 2019                                    |
| Recreativo Libolo  | 4      | 2011, 2012, 2014, 2015                                                                                          |
| AS Aviação         | 3      | 2002, 2003, 2004                                                                                                |
| Primeiro de Maio   | 2      | 1983, 1985 |
| Interclube         | 2      | 2007, 2010 |
| Sagrada Esperança  | 2      | 2005 et 2021 |
| Kabuscorp          | 1      | 2013 |